# Ibrahim Şinasi
Ibrahim Şinasi (ur. 5 sierpnia 1826, zm. 13 września 1871) – osmański pisarz, tłumacz oraz publicysta polityczny. Jedna z czołowych postaci nacjonalistycznego i modernistycznego ruchu młodoosmańskiego. Uważany za największego reformatora literatury tureckiej.

## Życiorys
Urodził się 5 sierpnia 1826 w stolicy Imperium Osmańskiego, Konstantynopolu (obecnie Stambuł). Jego ojciec Mehmet Ağa był oficerem wojska osmańskiego poległym w wojnie z Rosją 1829. Ibrahim Şinasi jako sierota uczęszczał do szkółki wojskowej, gdzie nauczył się biegle języka francuskiego. Następnie przez jakiś czas pracował w arsenale, aż w 1849 opuścił kraj i wyjechał do Francji. Miał tam pogłębić znajomość języka oraz zdolności finansowe, pracując jako pomocnik w ministerstwie finansów. W trakcie swego pobytu we Francji nawiązał kontakt z wieloma autorami i orientalistami, którzy wywarli na niego ogromny wpływ.
W roku 1855 powrócił do Turcji, gdzie przez trzy lata pracował jako urzędnik państwowy. Po porzuceniu pracy urzędnika oddał się w pełni literaturze. Przetłumaczył na język turecki kilka klasycznych dzieł francuskich, w latach 1860–1865 redagował pismo Tercüman-ı Ahvâl (Komentator sytuacji). Na łamach pisma ogłosił po raz pierwszy swą sztukę pt. Ożenek Poety. Sztuka została wystawiona w osmańskim teatrze stambulskim. Był to prawdopodobnie pierwszy utwór w zachodnim stylu, wystawiony oryginalnie w języku tureckim, co uznaje się za początek nowożytnej literatury tureckiej. Sztuka, poezja i artykuły Şinasiego nawiązywały mocno do aktualnej sytuacji w kraju, ze szczególnym naciskiem na obyczaje i nastroje społeczne. Şinasi zreformował swymi pracami język turecki, na bliższy, prostym ludziom, odchodząc od tradycyjnego języka osmańskiego.
Poglądy polityczne wyrażał na łamach swego własnego pisma Tasvir-i Efkâr. Było to pierwsze pismo pisane na wzór zachodniej prasy, sam Şinasi w pierwszym numerze (sierpień 1862) deklarował, iż głównym zadaniem pisma jest propagowanie nowoczesnej wiedzy. Pismo stało się niezwykle popularne już po wydaniu kilku numerów, i przyciągnęło głównie ludzi, którzy, tak jak Şinasi, chcieli reform i europeizacji kraju. Redakcję gazety uważa się za kolebkę ruchu młodoosmańskiego. Pismo propagowało idee liberalne i postępowe, a także umiarkowanie nacjonalistyczne, wskazywało na pojęcia wcześniej obce Osmanom, takie jak ojczyzna, naród czy patriotyzm, podkreślało również zgodność islamu z ideałami zachodu. Şinasi zmarł w roku 1871, mając na swym koncie liczne dzieła literackie.

## Ruch młodoosmański
Pismo wydawane przez Şinasiego od roku 1862 skupiło przy nim elitę młodych intelektualistów tureckich, zafascynowanych zachodnimi doktrynami wolności, liberalizmu, świeckości i jedności narodowej. Towarzystwo to nieco później przybrało charakter opozycji politycznej, sprzeciwiając się rządowi sułtana i powolnym reformom wielkich wezyrów. Za manifest ruchu uznaje się publikację pokłóconego z własnym rodem księcia Mustafy Fazila, opublikowaną w Paryżu w 1867 roku. Publikację przetłumaczono na wszystkie języki używane w Imperium Osmańskim. Zawierała liczne żądania wobec władzy państwa, oraz krytykę owej. Postulował utworzenie monarchii parlamentarnej, konstytucję, świeckie sądownictwo i wiele innych. Odnosił się krytycznie do planu Tanzimatu, który zdaniem młodoosmanów w praktyce przyczynił się wyłącznie do umocnienia władzy sułtana.